# 奧爾巴赫河 (施拉泰因河支流)
49°46′12″N 12°13′17″E / 49.76987°N 12.22145°E
奧爾巴赫河（德語：Auerbach），是德國的河流，位於該國東南部，由巴伐利亞負責管轄，屬於施拉泰因河的左支流，流經瓦爾德納布河畔諾伊施塔特縣，河道全長4.3公里，流域面積3.9平方公里。